# Gloria (píseň, Them)
„Gloria“ je píseň severoirské rockové skupiny Them, která poprvé vyšla jako B-strana singlu „Baby, Please Don't Go“ v červenci 1964; o rok později pak vyšla na albu The Angry Young Them. Jejím autorem je frontman skupiny Van Morrison. V pozdějších letech píseň nahrála řada interpretů, mezi které patří Jimi Hendrix, The Doors nebo zpěvačka Patti Smith, která ji vydala na svém prvním albu Horses v roce 1975.